# 莉泽尔·韦斯特曼
莉泽尔·韦斯特曼（德語：Liesel Westermann，1944年11月2日—），德国女子田径运动员。她曾代表西德参加1968年和1972年夏季奥林匹克运动会赛艇田径比赛，其中1968年奥运会获得一枚银牌。